# استان توکوپیا
استان توکوپیا (به اسپانیایی: Provincia de Tocopilla) یک استان در شیلی است که در منطقه آنتوفاگاستا واقع شده‌است. استان توکوپیا ۱۶٬۲۳۶٫۰ کیلومتر مربع مساحت و ۲۸٬۸۴۰ نفر جمعیت دارد.